# (2993) Wendy
(2993) Wendy est un astéroïde de la ceinture principale.

## Description
(2993) Wendy est un astéroïde de la ceinture principale. Il fut découvert le 4 août 1970 à Bickley par l'observatoire de Perth. Il présente une orbite caractérisée par un demi-grand axe de 2,59 UA, une excentricité de 0,20 et une inclinaison de 12,3° par rapport à l'écliptique.

## Compléments